# Phyllotreta conjuncta
Phyllotreta conjuncta är en skalbaggsart som beskrevs av Gentner 1924. Phyllotreta conjuncta ingår i släktet Phyllotreta och familjen bladbaggar. Inga underarter finns listade i Catalogue of Life.